# Departamento Noreste
El departamento Noreste (en francés: département du Nord-Est, y en criollo haitiano: depatman Nòdès) es uno de los diez departamentos (départements) de Haití. Tiene un área de 1.805 km² y una población de 283.800 habitantes (2002), siendo el más pequeño de la república, suponiendo el 6,5% del territorio nacional. Su capital es Fuerte Libertad. 
Se encuentra delimitado al norte por el océano Atlántico, al sur por el departamento Centro, al este por la República Dominicana y el oeste por el departamento Norte. El Noreste forma parte de los llanos del norte, feudo histórico de los cultivadores blancos, y es la cuna de las castañas, del ejército negro de Toussaint Louverture, y de los rebeldes antiamericanos contra la ocupación de los años 30.
El departamento se divide en 4 distritos o arrondissements:
1. Fuerte Libertad
2. Juana Méndez
3. Trou-du-Nord
4. Vallières

Estos departamentos están divididos a su vez en comunas.

## Comunas
El departamento Noreste tiene 13 municipios:
- Capotille
- Caracol
- Carice
- Ferrier
- Fort-Liberté
- Juana Méndez
- Mombin-Crochu
- Mont-Organisé
- Perches
- Sainte-Suzanne
- Terrier-Rouge
- Trou-du-Nord
- Vallières

## Economía
- Agricultura: se producen habichuelas, maní, nuez de cajú, yuca, maíz, guineo, guisante (viña y angole) en todas las comunas, en plantaciones pequeñas y poco productivas, debido al uso de herramientas rudimentarias y ausencia de sistemas de riego.
 En Vallières se produce madera para la construcción y árboles frutales como mango y aguacate. También hay cultivos de café y legumbres en las zonas montañosas.
- El comercio se ve perjudicado por los deficientes medios de transporte y la ausencia de centros de almacenamiento y conservación, que ocasiona la pérdida de productos perecederos.
- La tasa de desmpleo alcanza al 90% de la población activa.[1]
- Para paliar la situación y con ayuda internacional, se ha aprobado la ubicación de un parque industrial en Juana Méndez, aprovechando su cercanía a Puerto Plata en la República Dominicana, donde se embarcarán los productos para su venta en EE. UU.

## Administración
- La sanidad es un problema, pues el acceso de los habitantes de las distintas comunas, algunas localizadas en lugares montañosos como Saint-Susanne y Dupity, no resulta fácil, y el hospital de Fuerte Libertad no cuenta con los recursos necesarios para atender todas las situaciones que pudieran presentarse. Muchos haitianos cruzan la frontera para ser atendidos en el hospital de Dajabón y el de Montecristi, en la República Dominicana.
- La educación se imparte prácticamente al 100% en lo que respecta a la enseñanza primaria; en mucha menor medida tienen acceso a la secundaria los jóvenes de las distintas comunas, y a los estudios universitarios solo pueden acceder los más afortunados.

- Entre las comunicaciones destaca la emisora de radio Parol de Vi, con sede en Fuerte Libertad, caracterizada por una canción de presentación y la oración a las 6 p. m.. La mayoría de las emisoras de radio que pueden ser escuchadas en el nordeste de Haití son de FM. Es posible escuchar allí radio Montecristi, estación AM de República Dominicana.
- El suministro de energía es escaso en el nordeste y casi siempre después de las 6 de la tarde, cuando el sol se oculta, es necesario encender velas, lámparas de keroseno o depender de generadores de electricidad.
- La religión cristiana católica es la oficial, aunque la población pertenece en gran medida a la Iglesia bautista. Existen otras denominaciones como los Adventistas y "Testigos de Jehová". Es importante la influencia que ejerce el vudú, traído por los esclavos de Dahomey, y la santería en las creencias y costumbres.

## Costumbres y cultura
- La gastronomía es una consecuencia de la mezcla de culturas taína, europea y africana, en la que abundan los platos de carne de cerdo, arroz, pescados y mariscos, sobre todo langosta. Platos típicos son el griot, (con carne de cerdo), el tassot (marinada de pavo, ternera o cabra), acras (raíces fritas), labí, (langosta y arroz).
- Está muy extendido el arte de estilo naif, con pinturas de vivos colores sobre temas de la vida diaria.
- Entre la artesanía destacan las tallas de madera, la joyería de cobre y concha de carey, bordados, forja.

## Fuerte Libertad
Es la capital del departamento. Fue fundada en 1578 por los españoles, que la llamaron Bayaha. Los franceses lo rebautizaron como Fort Dauphin, aunque bajo el reinado de Enrique I recibió el nombre de Fort Royal.
- Monumentos: el arco de triunfo, la iglesia con su parque, el mercado popular y el antiguo fuerte militar español, abandonado, en la entrada de la bahía. Ésta tiene poca profundidad, y se usan en ella unos barcos llamados ti bato, botecito, para el transporte de personas y mercancías entre los pueblos ribereños.

En el interior de la bahía de Fort-Liberté se destacan dos pequeños poblados con escasa importancia geográfica, Fayeton y Derac, antiguamente con fábricas procesadoras de cabuya propiedad de empresas estadounidenses y europeas, cuando el henequen era el principal cultivo de la zona, fábricas que fueron abandonadas en la década de 1980.

## Vallières
Es una ciudad que vive actualmente del turismo y de la pesca, para lo que se han repoblado varias zonas de agua dulce con carpas y con tilapía, un pez oriundo de África, que constituye una fuente de alimento nutritiva y de bajo precio, que soporta muy bien altas temperaturas y variaciones de salinidad.

## Ouanaminthe
Situada junto a la República Dominicana, está una de las dos rutas internacionales de la isla, con un paso de aduana en el puente que cruza el río fronterizo. Es la ciudad más importante del departamento, ocupando 1,8 km² con un censo de 30.669 habitantes (1999). Su economía está basada en el comercio con la ciudad dominicana de Dajabón, y con una agricultura abandonada debido a la baja productividad, por lo que las personas han tenido que emigrar a la ciudad, hacinándose en barrios sin los suficientes servicios públicos. La creación del parque industrial facilitará el empleo a gran parte de la población.